# Hoher Gleirsch
Der Hohe Gleirsch ist ein 2492 m ü. A. hoher Berg im Karwendel in Tirol.

## Lage und Umgebung
Der Hohe Gleirsch befindet sich als westlichster Gipfel der Gleirsch-Halltal-Kette südöstlich von Scharnitz, an der Nordgrenze des Gemeindegebiets Innsbruck. Nach Norden hin fällt der Berg mit bis zu 900 Meter hohen steilen Felswänden zum Hinterautal hin ab, wie hier das Tal, in welchem die Isar entspringt, genannt wird. Nach Südwesten hin ist der Hohe Gleirsch von Schutthalden geprägt, die dem Berg auch zu seinem Namen verholfen haben, der sich von romanisch glarea „Geröll“ ableitet. Darunter dominieren Schrofengelände sowie Latschengürtel das Gelände oberhalb des Gleirschtals. Südöstlich liegt das Gleirscher Riegelkar, nach Osten setzt sich die Gleirsch-Halltal-Kette zur Äußeren (2407 m ü. A.) und Inneren Riegelkarspitze (2438 m ü. A.) und den Jägerkarspitzen fort.

## Wege zum Gipfel
Der Normalweg auf den Hohen Gleirsch führt als markierter Steig von der Amtssäge (1223 m ü. A.) im Gleirschtal über das untere Riegelkar und dann weiter über die Südwestflanke zum Gipfel. Der weitgehend weglose Anstieg direkt aus dem Gleirschtal über die Südwestflanke sowie der über das obere Riegelkar und den Südgrat weisen den Schwierigkeitsgrad I (UIAA) auf. Der lange Zugang von Scharnitz durch das westliche Hinterautal und das Gleirschtal bis zur Amtssäge lässt sich mit dem Fahrrad verkürzen. Im Winter wird der Hohe Gleirsch auch im Zuge einer Skitour bestiegen.
Durch die nordseitigen gewaltigen Wandabbrüche ins Hinterautal führen etliche kaum begangene Kletterrouten der Schwierigkeitsgrade III bis V.

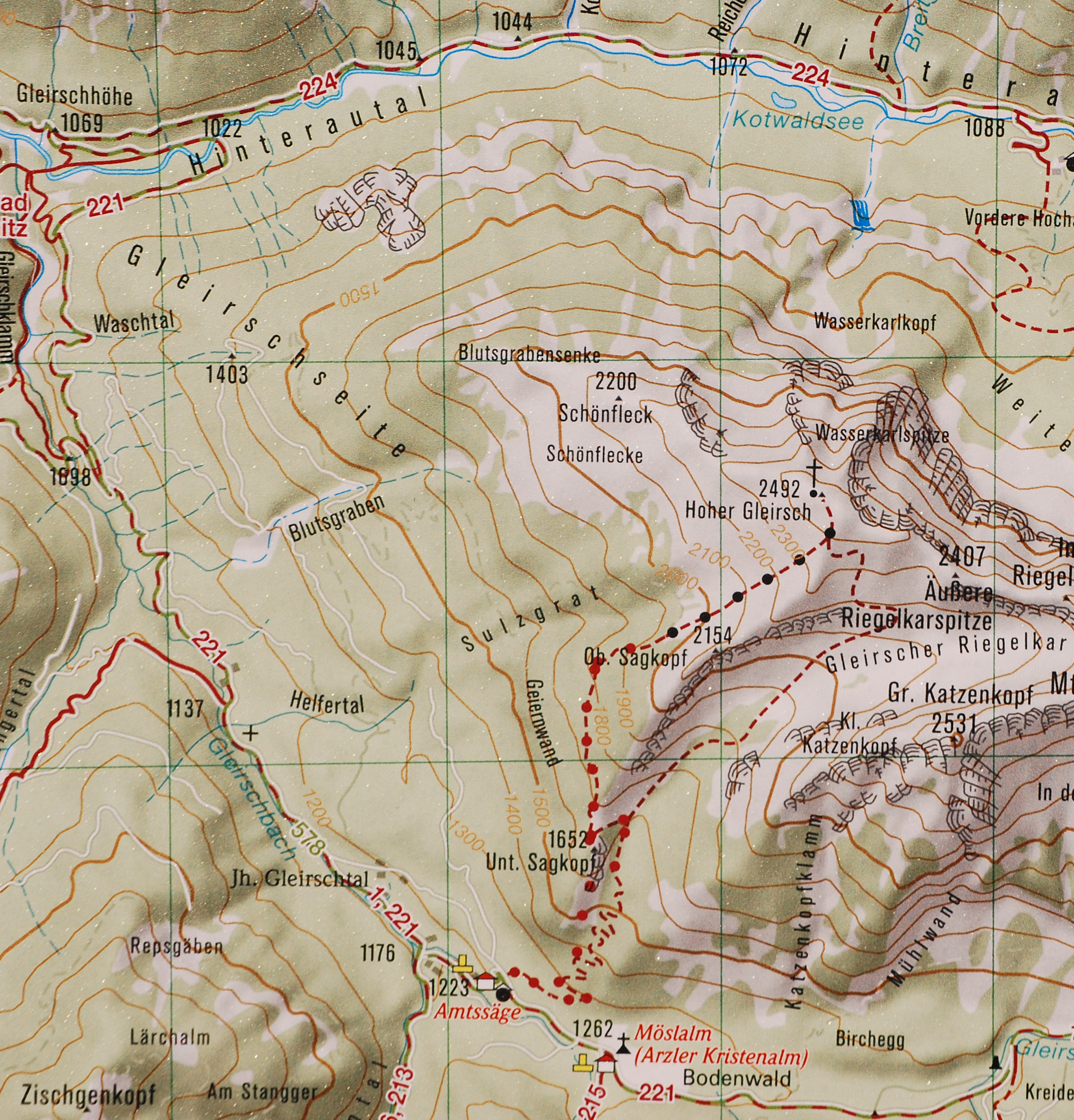
Karte

## Geschichte
Die Erstbesteigung des Hohen Gleirsch wurde 1859 von Leopold Pfaundler von Hadermur, Robert von Hörmann, Hugo von Enzenberg (auch Enzensperg) und Josef von Trentinaglia im Zuge ihrer Vermessung der Gleirsch-Halltal-Kette durchgeführt, wobei auch geologische und botanische Studien betrieben wurden.
Die Kletterrouten der Nordwände wurden in der ersten Hälfte des 20. Jahrhunderts erschlossen. Auch Otto Herzog und Gustav Haber hinterließen hier ihre Spuren (Nordwestwand).